# Andronic V Paléologue
Pour les articles homonymes, voir Andronic.
Andronic V Paléologue (en grec ancien: Ανδρόνικος Παλαιολόγος; c. 1400–1407), fut gouverneur (despote) de la cité byzantine de Thessalonique et des territoires adjacents avec son père Jean VII Paléologue de 1403 à sa mort en 1407.  En vertu d’un accord conclu en 1403 avec l’empereur Manuel II régnant à Constantinople, lui et son père se voyaient reconnaitre la plénitude de la titulature impériale.
Troisième dans la ligne de succession, Andronic  aurait pu accéder au trône. Toutefois, les espoirs qu’entretenaient ses parents furent brisés lorsque l’enfant mourut à peine âgé de sept ans. En raison de la brièveté de sa vie passée à l’ombre de son père, on sait peu de choses sur lui. Jusqu’à récemment les historiens croyaient que Jean VII était mort sans descendance; son existence a été attestée en 1967.

## Contexte historique

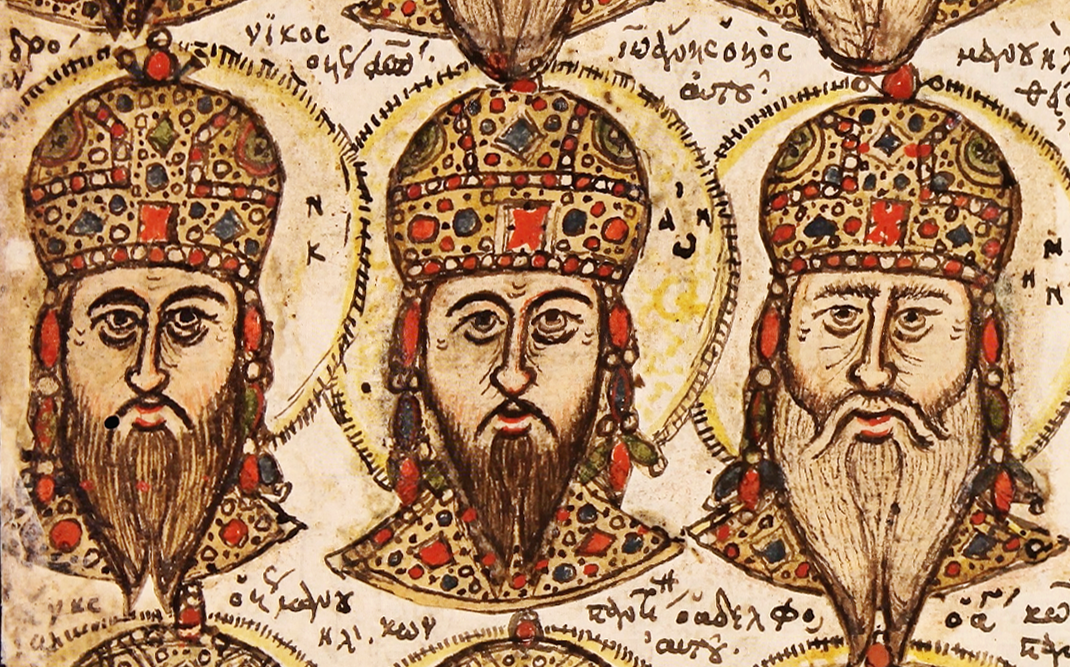
Les empereurs Andronic IV, Jean VII et Manuel II d’après un codex du XVe siècle: l’Histoire de Jean Zonaras.

Quatre guerres civiles eurent lieu à Constantinople au cours du XIVe siècle. La première opposa de 1321 à 1328 l’empereur byzantin Andronic II Paléologue (r. 1282-1328) à son petit-fils Andronic III (r. 1328-1341). Elle devait se terminer par la victoire d’Andronic III qui força son grand-père à abdiquer en sa faveur. La deuxième, commencée lors du décès de l’empereur Andronic III  mit aux prises en 1341 les partisans du régent désigné, Jean VI Cantacuzène,  et les tuteurs du jeune Jean V Paléologue (r. 1341-1376; 1379-1390; sept. 90-fév. 91) : l’impératrice douairière Anne de Savoie, le patriarche de Constantinople Jean XIV Kalékas et le mega dux Alexis Apokaukos.  Une troisième guerre (1352-1357) s’était terminée par le retrait de Jean VI Cantacuzène et la victoire de Jean V qui demeurait seul empereur.
La quatrième et dernière guerre se déroula de 1373 à 1381 et opposa d’abord Jean V Paléologue à son fils Andronic IV (r. 1373-1379); elle débuta en 1373 par une première tentative du jeune Andronic de renverser son père. Celle-ci échoua, mais une deuxième tentative avec l’aide des Génois réussit : Andronic s’empara de Constantinople et fit emprisonner Jean V en 1376. Trois ans plus tard cependant, Jean V parvenait à s’enfuir et, avec l’aide des Ottomans, à regagner son trône. En théorie, cette guerre civile se termina par la conclusion d’une entente entre Jean V et Jean VII (r. avril 1390-sept. 1390; 1399-1403 comme régent) en 1381, Andronic IV étant décédé entretemps. En réalité, elle se poursuivra sous forme d’une lutte larvée de la part de Jean VII pour reprendre le trône jusqu’à ce que le maréchal Boucicault, envoyé par Charles VI de France, parvienne à réconcilier Jean VII et Manuel II Paléologue (r. 1391 - 1425) en 1399.

## Biographie

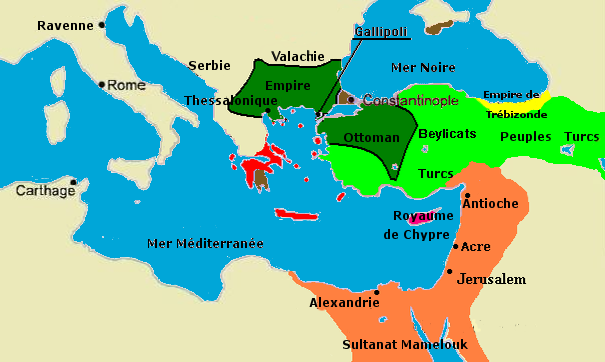
L’Empire byzantin en 1390, réduit à Constantinople et Thessalonique (en gris).

La réconciliation achevée, lorsqu’en décembre 1399 Manuel décida de partir pour la France avec le maréchal, il nomma Jean régent en son absence, lui promettant de lui donner Thessalonique en apanage à son retour (promesse aléatoire car la ville était encore aux mains des Turcs),. C’est probablement pendant cette période que devait naitre Andronic ,. Sa mère était Irène Gattilusio, fille de François II de Lesbos (un petit-fils par sa mère d’Andronic III Paléologue),.
Aux termes d’un accord conclu en 1402 entre Manuel II et Jean VII, ce dernier encore légalement coempereur junior deviendrait seul empereur à la mort de Manuel. Lorsque Jean VII s’éteindrait, la succession irait au fils de Manuel II, Jean VIII Paléologue (r. 1425-1448). Le successeur de ce dernier serait le fils de Jean VII, Andronic; l’enfant était ainsi le troisième candidat à la succession. En plus de retenir son titre d’empereur, Jean VII se voyait octroyer la cité de Thessalonique dont il avait négocié avec le sultan turc le retour à l’Empire byzantin après la bataille d’Ankara où les forces turques avaient été défaites par celles de Tamerlan,.
À son arrivée à Thessalonique, Jean VII y établit sa cour et s’empressa de couronner Andronic V comme coempereur. En vertu de l’accord avec Manuel II, les empereurs continuèrent à utiliser la titulature impériale incluant les titres de basileus (empereur) et d’autokrator (souverain). Jean VII considérait son fils non seulement comme son successeur à Thessalonique, mais aussi comme le futur empereur légitime de Byzance. L’entrée triomphale de Jean VII à Thessalonique fut commémorée sur un « pyxis » (boite cylindrique fermée par un couvercle d’ivoire) sur lequel on voit les familles de Jean VII et de Manuel II  où Andronic V est représenté de façon plus prééminente que Jean VIII, fils de Jean VII, même si ce dernier était plus âgé que lui et le précédait dans la ligne de succession au trône .
Les espoirs entretenus par ses parents devaient être cruellement déçus : l'enfant s’éteignit à l’âge de sept ans, probablement en 1407,,,. Des chants funèbres furent alors composés et Jean VII en éprouva un intense chagrin. Dans une lettre de condoléance qu'envoya le métropolite de Thessalonique, Gabriel Ier à l’empereur, celui-ci mentionne qu’il avait prié pour la guérison du jeune coempereur, qu’il aurait espéré voir celui-ci succéder à son père et qu’il était désolé de ne pas avoir pu être à Thessalonique lors du décès pour offrir consolation et condoléances en personne .
Jean VII lui-même devait mourir le 22 septembre 1408, peu de temps après son fils. Ce décès mettait fin à la diarchie instituée en 1403 et à la compétition entre les deux lignées pour le trône impérial.

## Historiographie

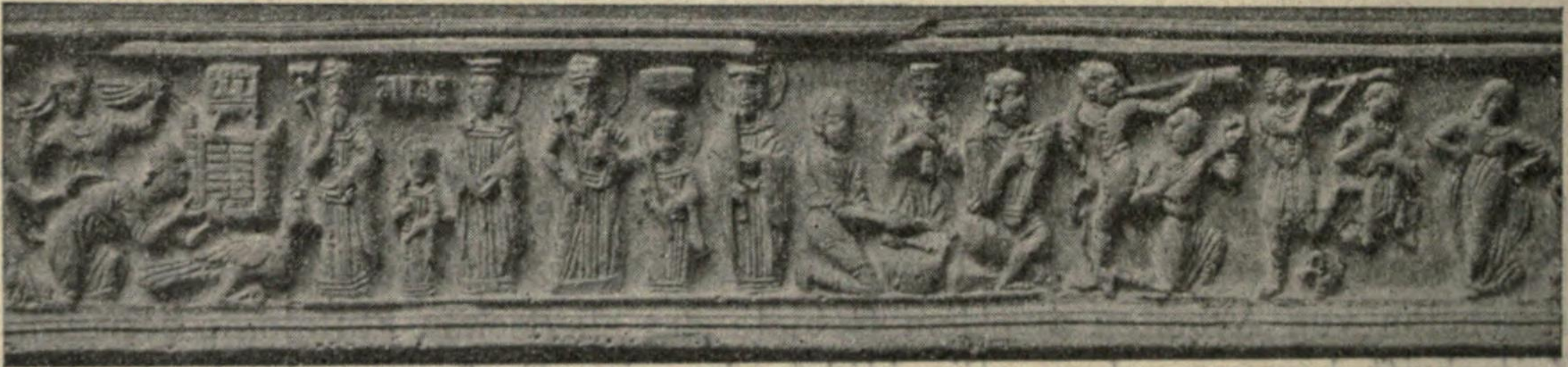
Le pyxis d’ivoire portant une représentation d’Andronic V.

La brièveté de la vie du jeune Andronic V ainsi que le peu de mentions dans les sources ont fait en sorte que son existence même fut longtemps ignorée des byzantinistes. Jusqu’à ce que celui-ci ait été positivement identifié par T. Dennis en 1967, on croyait que Jean VII était mort sans descendance. Dans son argumentaire, Dennis se base sur deux manuscrits inédits, le premier comportant un chant funèbre (monodie) et l’autre une lettre de condoléances rédigées par le métropolite de Thessalonique.
La monodie  (texte dans la section suivante) composée à l’occasion de son décès mentionne de façon explicite le nom du jeune homme, son âge, le nom de son père et son titre d’empereur . Quant à la lettre de condoléance rédigée par Gabriel de Thessalonique, bien que le nom d’Andronic ne soit pas mentionné, la seule possibilité dans le temps est qu’elle ait été écrite à l’intention de Jean VII à l’occasion de la mort d’Andronic. Dennis s’appuie également sur l’accord intervenu entre Jean VII et Manuel. Selon les documents encore existant, Jean VII deviendrait empereur senior après Manuel; son successeur serait « le fils de Manuel », lequel serait à son tour suivi par « le fils de Jean ». Bien que le texte puisse être interprété comme faisant allusion à une postérité ultérieure, il est également tout à fait possible que Jean ait déjà eu un fils à l’époque.
La seule représentation que nous ayons d’Andronic V est le pyxis de Thessalonique étudié dès 1899 par le chercheur Josef Strzygowski; celui-ci n’était pas certain de pouvoir identifier la famille représentée : le père Jean, la mère Irène, et le fils Andronic ne correspondaient à aucune famille connue à l’époque. André Grabar, en 1960, suggéra que cette œuvre représentait Jean VI Cantacuzène, son épouse Irène et leur petit-fils, Andronic IV Paléologue, explication que reprit Kurt Weitzmann en 1972. Cette hypothèse rend difficile l’identification de la seconde famille représentée  (Manuel II, son épouse Irène et leur fils Jean VIII) et le lien entre les deux familles. L’identification de la première famille comme étant celle de Jean VII fut proposée pour la première fois par Nicolas Oikonomides en 1977 .
Quant au titre exact du jeune enfant, doit-on considérer Andronic comme despote de Thessalonique, comme empereur titulaire ou comme empereur à part entière, ? La réponse varie selon les auteurs.  La pratique courante chez les byzantinistes est de n’appeler « empereur » que les empereurs seniors ayant régné, éliminant ainsi les empereurs juniors qui, bien que jouissant du même titre, n’eurent en fait qu’un  pouvoir honorifique,. Il existe quelques exceptions comme Michel IX Paléologue (r. 1294-1320) dont le règne se situe entièrement au cours du règne de son père, Andronic II (r. 1282-1328). Une partie du problème est résolu du fait qu’aucun autre empereur après lui ne porta le nom d’Andronic, éliminant ainsi la question qu’aurait pu soulever le numéral  « V » qui lui fut attribué par Dennis en 1967.

## Monodie écrite à l’occasion du décès d’Andronic V
« Monodie à l’occasion du décès à l’âge de sept ans de Sa Majesté l’empereur Andronic Paléologue, fils de Sa Majesté l’empereur Jean et neveu de Sa Majesté l’empereur Manuel.
Jamais auparavant n’y eut-il quelque chose de plus douloureux et difficile à supporter que ce qui nous arrive présentement, car qui pourrait ne pas être affligé par la mort de ce magnifique enfant impérial, le jeune Andronic ? Que dire face à cette perte insoutenable? Le couple impérial, vos parents, avait fondé tous leurs espoirs sur vous, leur seule joie, vous considérant comme leur successeur naturel. Mais, maintenant, un insupportable chagrin est descendu sur eux ainsi que sur nous tous. Qui pourrait nous consoler dans une telle infortune ? À peine avions-nous hérité d’un enfant impérial que, soudain, il nous est ravi. Tout comme le prophète Jérémie, nous nous lamenterons, non sur Jérusalem comme lui, mais sur ce noble enfant impérial, Andronic Paléologue. Dans mon chagrin, diverses pensées me sont venues. Mon splendide empereur, si jeune, continuerait-il  à jouer quelque part sur terre ? Non, car il est descendu dans la tombe. Toutefois, en dépit de notre chagrin, nous avons quelque raison de nous réjouir. Car même si le corps de notre empereur git dans sa tombe, son âme est avec le Christ au Paradis. Cette pensée a transformé ma douleur en joie et j’ai rendu grâces à Dieu. Vous, le plus noble des empereurs, maintenant que vous êtes auprès de Dieu, ne manquez pas d’intercéder pour nous de façon à ce que nous puissions être délivrés de toute difficulté et que nous puissions, en paix, chanter à jamais des hymnes en l’honneur de la Sainte Trinité. »